# 시마다 메이
시마다 메이(일본어: 島田 芽依, 2002년 5월 8일 ~ )는 일본의 여자 축구 선수이다.

## 구단 경력
2021년 WE리그의 우라와 레즈에 입단하였다.

## 국가대표팀 경력
그녀는 2022년 FIFA U-20 여자 월드컵에 참가할 일본 U-20 국가대표팀에 발탁되었으며, 3경기에 출전, 준우승에 기여했다. 2022년 아시안 게임에 참가할 일본 국가대표 B팀에 발탁되었으며, 4경기에 출전, 일본이 우승을 달성하는데 크게 기여하였다.